# Rajd Wikingów 1953
Rajd Wikingów 1953 (3. Viking Rally) – 3. edycja rajdu samochodowego Rajd Wikingów rozgrywanego w Norwegii. Rozgrywany był od 11 do 13 września 1953 roku. Rajd był dziewiątą rundą Rajdowych Mistrzostw Europy w roku 1953.

## Klasyfikacja rajdu
| Miejsce                | Kierowca               | Pilot                  | Samochód               | Czas                   | Strata                 |                        |
| Klasyfikacja generalna | Klasyfikacja generalna | Klasyfikacja generalna | Klasyfikacja generalna | Klasyfikacja generalna | Klasyfikacja generalna | Klasyfikacja generalna |
| ---------------------- | ---------------------- | ---------------------- | ---------------------- | ---------------------- | ---------------------- | ---------------------- |
| 1.                     | Carsten Johansson      | Gunnar Jensen          | Ford Zephyr 6 MK3      | 24.1                   | -                      |                        |
| 2.                     | Helmut Polensky        | Walther Schlüter       | Fiat 1100              | 27.0                   | +2.9                   |                        |
| 3.                     | Iwan Hartley           | Harry Tillbjörn        | Ford Zephyr 6 MK3      | 41.8                   | +17.7                  |                        |
| 4.                     | Per Bergan             | Walther Schjølberg     | Fiat 1100              | 42.0                   | +17.9                  |                        |
| 5.                     | Arnold Busch           | Arne Lindholm          | Fiat 1100              | 43.0                   | +18.9                  |                        |
| 6.                     | Iver Grefsen           | Finn Pettersen         | Borgward Hansa 1800    | 49.1                   | +25.0                  |                        |
| 7.                     | Erik Hellum            | Knut Griff-Müller      | Simca 9 Aronde         | 52.0                   | +27.9                  |                        |
| 8.                     | Peder Bertelsen        | Jørgen Myking          | Ford V8                | 54.0                   | +29.9                  |                        |
| 9.                     | Aage Bye               | Sverre Ekorness        | Fiat 1100              | 55.0                   | +30.9                  |                        |
| 10.                    | Leif Toftedal          | Kjell Backe            | Plymouth               | 59.0                   | +34.9                  |                        |